# Saraj (Macedonia del Nord)
Saraj (in macedone Сарај?, in albanese Saraji) è uno dei dieci comuni che compongono la città di Skopje. La sua popolazione è di 35 408 abitanti (dati 2002).

## Geografia fisica
Il comune confina con Jegunovce a nors-ovest, con Želino a sus-ovest, con Sopište a sud, con Karpoš e Gorče Petrov a est e col Kosovo a nord.

## Società

### Evoluzione demografica
La popolazione è così suddivisa dal punto di vista etnico:
- Albanesi = 32 408
- Macedoni = 1 377
- Bosniaci = 1 120

## Località
Il comune è composto dalle seguenti località:
- Saraj
- Krušopek
- Kopanica
- Grčec
- Ljubin
- Arnakija
- Dolna Matka
- Gorna Matka
- Laskarci
- Čajlane
- Semenište
- Bukovikj
- Paničari
- Raovikj
- Bojane
- Rudnik
- Glumovo
- Šiševo
- Kondovo
- Raduša
- Gorno Svilare
- Dolno Svilare
- Dvorce
- Rudnik Raduša
- Rašče